# Lipporn
Lipporn ist eine Ortsgemeinde im Rhein-Lahn-Kreis in Rheinland-Pfalz. Sie gehört der Verbandsgemeinde Nastätten an.

## Geographie
Der Ort liegt im Taunus und hat eine Fläche von 4,80 km². Lipporn gehört mit den angrenzenden Ortschaften Welterod und Strüth zur Vogtei.

## Geschichte
Etwa im Jahr 1117 übertrug der vermutliche Stammvater des Hauses Nassau, Graf Dudo von Laurenburg, Güter zu Lipporn der Benediktinerabtei St. Salvator in Schaffhausen zur Errichtung eines Konvent in Lipporn, dieses wurde später mit dem im Nachbarort Strüth gelegene Kloster Schönau zu einem Doppelkloster zusammengefasst. 1541 bis 1544 erfolgte die Einführung der Reformation in Strüth, Welterod und Lipporn. Das Kloster Schönau blieb aber katholisch. Während des Dreißigjährigen Krieges wurde der Ort mehrfach geplündert. 1806 kam der Ort in den Besitz des Herzogtums Nassau, das 1866 vom Königreich Preußen annektiert wurde.
Nach dem Zweiten Weltkrieg gehörte es zur französischen Besatzungszone. Seit 1946 ist der Ort Teil des damals neu entstandenen Landes Rheinland-Pfalz.

## Politik

### Gemeinderat
Der Gemeinderat in Lipporn besteht aus sechs Ratsmitgliedern, die bei der Kommunalwahl am 9. Juni 2024 in einer Mehrheitswahl gewählt wurden, und der ehrenamtlichen Ortsbürgermeisterin als Vorsitzender.

### Bürgermeister
Ortsbürgermeisterin von Lipporn ist Nina Berghäuser. Bei der Direktwahl am 26. Mai 2019 wurde sie mit einem Stimmenanteil von 54,55 % gewählt und damit Nachfolgerin von Ingo-Ekkehard Schwamb, der nicht erneut angetreten war. Bei der Direktwahl am 9. Juni 2024 wurde sie als einzige Bewerberin mit 82,9 % für weitere fünf Jahre in ihrem Amt bestätigt.

## Persönlichkeiten
- August Höhn (1904–1982),  SS-Untersturmführer und Schutzhaftlagerführer im KZ Sachsenhausen